# Dazed
Dazed (anteriormente conocida como Dazed & Confused) es una revista británica de moda y estilo de vida, de carácter bimensual, fundada en 1991. Abarca música, moda, cine, arte y literatura. Dazed es una publicación de Dazed Media, un grupo de medios independientes conocidos por producir historias en sus marcas impresas, digitales y de vídeo. El portafolio de la compañía incluye otras ediciones, tales como AnOther, Dazed Beauty y el canal de vídeo digital Nowness. La división más nueva de la compañía, Dazed Studio, crea campañas de marca en los sectores de lujo y estilo de vida. Con sede en Londres, sus editores fundadores son Jefferson Hack y el fotógrafo de moda Rankin.

## Antecedentes
Dazed fue iniciada por Jefferson Hack y Rankin Waddell mientras estudiaban en el London College of Printing (ahora conocido como London College of Communications). Comenzando como la edición de un póster doblado en blanco y negro y publicado esporádicamente, la revista pronto se volvió a todo color y fue promocionada en las noches entre clubes de Londres.
Hoy es una revista de cultura juvenil independiente, distribuida globalmente, que cubre moda, arte, música y estilo de vida, en donde han destacados diversas estrellas del mundo del modelaje, la música, el cine y la televisión en sus portadas, tales como Björk, Kate Moss, David Bowie, Young Thug, Millie Bobby Brown, Amandla Stenberg, Marilyn Manson, Jazz Jennings, Thom Yorke, Kendall Jenner, Tilda Swinton, FKA Twigs, entre otros.
Fuera del Reino Unido, Dazed cuenta con oficinas en China y Corea del Sur, ambas con canales digitales y ediciones impresas de la revista.

## Plataformas

### Dazed Digital
Dazeddigital.com se lanzó en noviembre de 2006 con un equipo editorial y de vídeo dedicado especialmente a cubrir noticias, moda, cultura, música y arte. Su editora es Anna Cafolla. Cada año publica Dazed 100, una lista de las cien personas más influyentes que dan forma a la cultura juvenil. En 206 y 2017, Dazed 100 se ejecutó en asociación con CK One de Calvin Klein. En 2018, el evento de lanzamiento fue en asociación con YouTube Music, mientras que el año 2020 se realizó en asociación con la marca Converse. La lista es interactiva y clasificada por lectores. En 2020, Dazed y Converse se asociaron para establecer el Dazed 100 Ideas Fund; en donde ya no se destacaba a un solo ganador, mientras que las votaciones en línea financiaron ideas creativas y filantrópicas de la lista Dazed 100.

### Dazed Beauty
En septiembre de 2018, Dazed lanzó Dazed Beauty, una plataforma comunitaria dedicada a redefinir el lenguaje y la comunicación de la belleza. Su editor en jefe es Bunney Kinney.

## Imagen pública
Dazed se ha ganado la reputación de publicar historias que utilizan la creatividad para empoderar a los jóvenes, marcar tendencias y redefinir el status quo. A lo largo de los años, la revista además ha abogado por causas humanitarias, tales como el Sida en Sudáfrica, la donación de sangre, la concientización sobre el cáncer de mama, la crisis de los refugiados, la islamofobia , los Derechos LGBT y de las mujeres, así como el cambio climático en el planeta. Además, Dazed fue la primera revista de moda que desafió los prejuicios, al presentar modelos de belleza con discapacidades en sus portadas.